# RN20 (Mali)
Die RN20 ist eine Fernstraße in Mali, die in Ansongo an der Ausfahrt der RN17 beginnt und in Anderanboukan an der Grenze nach Niger endet. Sie ist 322 Kilometer lang.